# Innocence in Danger

Logo von „Innocence in Danger“

Innocence in Danger (englisch für Unschuld in Gefahr) ist eine international operierende Nichtregierungsorganisation, die sich gegen sexuellen Missbrauch von Kindern, insbesondere die Verbreitung von Missbrauchsdarstellungen (Kinderpornografie) durch die Neuen Medien positioniert.

## Ziele
Innocence in Danger setzt sich deshalb für Präventionsprojekte ein, die die Medienkompetenz bzw. vor allem die digitale Beziehungskompetenz von Kindern und Jugendlichen verbessern. Um die Rechte von Opfern in Gerichtsverfahren zu stärken, engagiert sich Innocence in Danger auch für die gezielte Ausbildung von Polizisten, Therapeuten und Rechtsanwälten, die Kinder beispielsweise in Vernehmungssituationen begleiten. Ein weiteres Ziel von Innocence in Danger ist die Unverjährbarkeit von Verbrechen, die an Kindern begangen werden, da viele Opfer erst nach vielen Jahren Anzeige erstatten.

## Geschichte
Während einer UNESCO-Konferenz in Paris schloss sich 1999 eine Gruppe Innocence en danger/Innocence in Danger zusammen, die sich 2000 als international ausgerichtete Organisation gründete. Die Aktivitäten erfolgen über nationale Vereine in der Schweiz, Deutschland, Kolumbien, Frankreich, dem Vereinigten Königreich und den Vereinigten Staaten. Die Organisation ist dem europäischen Dachverband European NGO Alliance for Child Safety Online angeschlossen.
Die Organisation gibt auf ihrer Website an, ihren Sitz in der Schweiz zu haben und in Form einer Schweizer Stiftung unter eidgenössischer Aufsicht organisiert zu sein. Laut Handelsregister besteht jedoch in der Schweiz keine solche Stiftung mehr. Die im Oktober 2003 bei der Anwaltskanzlei Etude Zellweger & Associes in Neuenburg eingetragene Stiftung Fondation Internationale Homayra et Patrick Sellier „Innocence en danger“ wurde im November 2007 aufgelöst und auf Antrag der Schweizer Aufsichtsbehörden von Amtes wegen aus dem Handelsregister gelöscht.

## Deutsche Sektion
Im September 2003 wurde die deutsche Sektion Innocence in Danger e. V. (IID) gegründet. Soscha zu Eulenburg brachte sowohl Stephanie zu Guttenberg als auch Julia zu Weiler dazu, in dem Projekt mitzuarbeiten. Die Zielsetzung der deutschen Sektion ist die Aufklärung und Prävention im Bereich des sexuellen Missbrauchs von Kindern mit Fokus auf das Internet. Dabei wird gefordert, dass die Themen in die Lehrpläne und die Lehrerausbildung aufgenommen werden.
Präsidentin der deutschen Sektion ist seit 2013 die Anwältin Marina von Achten. Sie löste Stephanie zu Guttenberg ab. Geschäftsführerin ist seit 2003 Julia von Weiler. Die Psychologin war während der Edathy-Affäre wiederholt in der öffentlichen Diskussion präsent gewesen. In TV-Talkrunden bei Maybrit Illner und Markus Lanz und über ihren Blog weist sie auf das Phänomen des digitalen Exhibitionismus hin. Demnach verändere das Netz den Umgang mit sexualisierten Bildern tiefgreifend. „Ich muss mich digital exhibitionieren“, meint Weiler, „das bedeutet maximal mögliche Aufmerksamkeit, aber es bringt neben viel Zuspruch auch maximale Verletzbarkeit.“
Der gemeinnützige Verein unterhielt bis Ende 2010 ein Büro in Köln und hat seit Anfang 2011 seinen Sitz in Berlin-Charlottenburg.

## Tätigkeit
Geschäftsführerin Julia von Weiler forderte im Gespräch mit der Funke-Mediengruppe, Smartphones für unter 14-Jährige zu verbieten. „Mit dem Internetzugang über das Smartphone geben wir den Kindern etwas in die Hand, dessen gigantische Folgen sie überhaupt noch nicht abschätzen können“, sagte Weiler der Berliner Morgenpost. „Wir sollten deswegen den Jugendschutz ausdehnen: So, wie wir Kinder vor Alkohol oder anderen Drogen schützen, sollten wir sie auch vor den Risiken einer zu frühen Smartphone-Nutzung schützen. So lange Smartphones und ihre Apps nicht kindersicher sind, müssten wir sie für Kinder unter 14 Jahren verbieten.“ Die Forderung wurde vielfach aufgegriffen, u. a. von der FAZ, dem Tagesspiegel, der Deutschen Welle und der Washington Post. Die Idee entspricht weitgehend den Nutzungsregeln, die etwa Facebook oder Youtube für Jugendliche vorschlagen – frühestens ab dem 14. bzw. dem 18. Lebensjahr. Der Unabhängige Beauftragte für sexuellen Kindesmissbrauch, Johannes Rörig, und Bundesfamilienministerin Franziska Giffey ging der Vorschlag zu weit. Röhrig sagte, ein Smartphoneverbot beseitige nicht die Gefahren des Netzes für Kinder. Sie wolle sichere Kommunikationsräume für Kinder, sagte Giffey der dpa.
Mit Unterstützung der Aktion Mensch und der Auerbach-Stiftung hat der Verein das Präventionsmodell „Smart user“ durchgeführt. Neben der Aufklärung über sexuelle Gewalt gegen Kinder im Internet, unterstützt der Verein Familien und Kinder, die Opfer sexueller Gewalt geworden sind. Das Projekt „Smart User“ beinhaltet eine Vielfalt von verschiedenen Übungen und Sachinhalten. Diese beinhalten auch das Thema Cybermobbing, eigene Grenzen, Täterstrategien, „Was macht Freundschaft aus?“. Die „Smart User“ werden ausgebildet, um an ihrer Schule erste Ansprechpartner zu sein, den Betroffenen psychisch beizustehen und sie zu einer ausgebildeten Person / Vertrauenslehrer oder einer Fachstelle zu schicken. Die geschulten „Smart User“ können auch selber an ihrer Schule Vorträge halten oder Kurse an Projektwochen erstellen und führen. IiD kooperiert mit Schulen und veranstaltet Sommercamps und Kunstwochen. Außerdem ist geplant, Jugendliche zu „Online-Beratern für Jugendliche“ auszubilden. Innocence hat für seine Projekte „offline“ und „smart user“ den Berliner Präventionspreis und den Bündnis für Kinder-Preis gewonnen (jeweils 3. Platz).
Im August 2013 veröffentlichte der Verein die kostenlose Präventions-App „Clever im Netz“, die Kindern im Alter von 9 bis 11 Jahren das Thema „sexueller Missbrauch von Kindern im Internet“ mittels niederschwelliger Comics nahezubringen versucht. Neben den Kindern finden auch Erziehungsberechtigte und andere Vertrauenspersonen Informationen und Hilfestellungen für einen cleveren Umgang mit dem Internet. Die europaweit erste Präventions-App dieser Art steht für iOS zur Verfügung, eine Android-Version ist angekündigt. Sie wurde pro bono von der IT-Firma axxessio entwickelt und ist vom TÜV Rheinland hinsichtlich des Datenschutzes zertifiziert.
Julia von Weiler prägte für die Atmosphäre des Umgangs von Jugendlichen im Netz den Begriff des digitalen Exhibitionismus. „Die Grundlage der sozialen Netzwerke ist der Exhibitionismus“, schrieb die Psychologin in der FAS. „Die digitale Vernetzung und die sogenannten sozialen Medien verändern unser Miteinander. Will ich dabei sein, so muss ich Aufmerksamkeit herstellen. Ich muss mich digital exhibitionieren, sonst werde ich übersehen. In sozialen Netzwerken und Chaträumen, bei Online-Spielen und Messenger-Diensten – überall muss ich mich präsentieren. Mit Foto, Beschreibung, besonders cool, lässig, interessant. Irgendwie – aber in jedem Fall öffentlich. Auch bei Bewerbungsportalen veröffentliche ich ein Profil.“ Weiler setzte sich früh für die Löschung von kinderpornografischen Inhalten im Netz ein.

## Finanzierung
Stephanie zu Guttenberg ging von einem Finanzbedarf von 800.000 Euro jährlich für alle Aktivitäten des Vereines aus.
Der Verein finanziert sich durch Spenden, die beispielsweise durch die Teilnahme am Prominenten-Spezial der RTL-Sendung Wer wird Millionär? (500.000 Euro) im Jahr 2010 und die Radio-Regenbogen-Spenden-Gala „A Helping Hand“ (100.000 Euro) im Jahr 2011 eingenommen wurden.

## Kritik
Der Verein löste Anfang 2010 eine heftige öffentliche Debatte aus, weil er sich an der Sendung Tatort Internet – Schützt endlich unsere Kinder beteiligte. Dabei wurden mit versteckter Kamera und anonymisiert Männer gefilmt, wie sie minderjährige Mädchen treffen wollten, mit denen sie sich vorher in Chats verabredet hatten. Andrian Kreye etwa geißelte in der SZ die TV-Produktionsfirma, weil sie „ähnlich wie eine Bürgerwehr auf eigene Faust und ohne Rücksicht auf rechtsstaatliche Prinzipien auf Verbrecherjagd geht“.
Ende November 2010 wurden unter anderem in Veröffentlichungen aus dem DuMont-Verlagshaus unter Berufung auf Interviewpartner über Kritikansätze zu verschiedenen Punkten der Vereinsaktivitäten berichtet. So bemängelte die Frankfurter Rundschau, dass der Verein weder durch die Veröffentlichung der Finanzen noch durch ein DZI-Spendensiegel eine seriöse Mittelverwendung belegen würde, kein Präventionskonzept verfolge und auch keine Beratungsstellen unterhalte. Der Fokus liege beim sexuellen Missbrauch im Internet und damit außerhalb der Familien, die als primäres Tatumfeld beim sexuellen Missbrauch von Kindern gelten.
Die Frankfurter Allgemeine Zeitung bezeichnete die Veröffentlichungen aus dem DuMont-Verlag als eine Kampagne. Auch Greenpeace oder die Deutsche Krebshilfe hätten kein Spendensiegel des Deutschen Zentralinstituts für soziale Fragen. Dies sei zudem freiwillig und mit Kosten verbunden.
Der Verein reagierte auf die Vorwürfe der Intransparenz. Julia Weiler sagte der taz: „Wir haben die Kriterien des Deutschen Spendensiegels nicht gefürchtet, sondern wir haben ganz bewusst auf das Siegel verzichtet.“ Ferner kündigte der Verein eine Strafanzeige gegen Journalisten sowie Redakteure des DuMont-Verlagshauses an und legte seine Finanzen offen. Das DZI erklärte schließlich, das Auskunftsverhalten von IID sei transparent. „Bei der Durchsicht der vorliegenden Materialien haben sich für das DZI bisher keine kritischen Anhaltspunkte ergeben.“ Die Geschäftsführerin des Vereins erklärte dazu am 7. Dezember 2010 in der taz: „Wir haben die Zahlen in Rücksprache mit unserem Steuerberater vorgelegt, und das hat länger als einen Tag gedauert. Bei einem überschaubaren Budget von knapp über 420.000 Euro im Jahr 2009 haben wir ohnehin nichts zu verbergen.“ Auch mit der Blogosphäre lieferte sich Innocence in Danger einen verbalen Schlagabtausch, bei dem seitens der Geschäftsleitung besonders der Ton heftig kritisiert wurde.

## Ehemalige schweizerische Sektion
In der Schweiz bestand seit Mai 2003 ein im Handelsregister eingetragener Verein Innocence en danger (Suisse). Der in Nyon mit c/o-Adresse Homayra Sellier eingetragene Verein wurde von Homayra Sellier präsidiert. Als Kontaktadresse des Vereins wird ein Postfach in Gstaad verwendet. Als Zweck des Vereins war im Handelsregister eingetragen: „Schutz und die Verteidigung von Kindern vor Ausbeutung jeglicher Art, denen die Kinder zum Opfer fallen, insbesondere über das Internet und alle Arten der Kommunikationstechnik“.